# Pjotr Jan
Pjotr Jevgenjevitsj Jan (Russisch: Пётр Евге́ньевич Я́н, Doedinka, 11 februari 1993) is een Russisch MMA-vechter. Hij was van 11 juli 2020 tot 6 maart 2021 wereldkampioen bantamgewicht (tot 61 kilo) bij de UFC.

## Carrière
Jan werd geboren als zoon van een Russische moeder en een vader van Georgisch-Chinese afkomst. Hij dankt zijn Chinese achternaam aan zijn opa aan vaders zijde van de familie. Jan begon als kind met taekwondo en trainde later ook jarenlang in het boksen. Hij debuteerde in maart 2013 in MMA. Hij sloeg landgenoot Moerad Bakijev toen in de derde ronde knock-out (KO). Hij bouwde vervolgens een zegereeks van vijf overwinningen op rij op. Jan verloor op 26 maart 2016 voor het eerst een profpartij. De jury zag tegenstander Magomed Magomedov toen na vijf ronden van vijf minuten als winnaar. Jan herpakte zich met een overwinning op Ed Arthur en mocht het daarna opnieuw opnemen tegen Magomedov. De twee bleven allebei opnieuw 25 minuten op de been, maar deze keer zag de jury Jan als winnaar.
Jan maakte op 23 juni 2018 zijn debuut bij de UFC, tegen Teruto Ishihara. Hij versloeg de Japanner binnen 3,5 minuut op basis van een knock-out. Jan bouwde bij de UFC een reeks van zes opeenvolgende overwinningen op. Daarin versloeg hij onder anderen John Dodson, Jimmie Rivera en Urijah Faber. De UFC gunde hem vervolgens een gevecht om de titel in het bantamgewicht tegen José Aldo. Dat was mogelijk omdat toenmalig kampioen Henry Cejudo in mei 2020 stopte met MMA. Jan sloeg Aldo in de vijfde ronde van hun partij knock-out. Hij verloor zijn net verworven titel meteen in zijn eerstvolgende partij, in maart 2021 aan Aljamain Sterling. Jan stond die dag in de ogen van twee (van de drie) juryleden voor, tot hij werd gediskwalificeerd vanwege een illegale kniestoot. Hij verloor zo als eerste UFC'er ooit zijn titel door diskwalificatie.
Na het verliezen van zijn bantamtitel won Jan in zijn eerstvolgende partij van Cory Sandhagen. De UFC gunde hem daarna een rematch tegen Sterling. Die verloor hij na de volle 25 minuten op basis van een (verdeelde) jurybeslissing. Jan verloor daarna ook van Sean O'Malley en vervolgens van Merab Dvalishvili.